# Красная газета
«Красная газета» — ежедневная газета Советской России — СССР, основана в Петрограде В. Володарским. Первый номер вышел 25 января 1918 года. Издавалась партийной и государственной властью: в разное время являлась органом центрального, губернского, городского комитетов ВКП(б) и Петросовета (Ленсовета). В газете описывались важные политические события, происходившие в Петрограде — Ленинграде, в стране и за её пределами. Немалое внимание уделялось повседневной жизни города.

## История
Выходила с 25 января 1918 года по 28 февраля 1939 года. C 23 февраля 1918 по 1919 год и в 1922—1936 годах издавались вечерние выпуски (в 1922—1923 и 1932—1936 годах — «Вечерняя Красная газета», предшественница газеты «Вечерний Ленинград»). В феврале 1922 года в «Красную газету» влита газета «Деревенская правда», а в 1936 году — «Вечерняя Красная газета». С 1936 года по 1939 год выходит только вечернее издание. Редакция газеты находилась в Смольном, на набережной реки Фонтанки, разновременно в домах: 41; 76; 57, и в других местах. Выпуск газеты с 1938 года осуществлял Лениздат, а ранее — его предшественники.
В первые годы своего существования «Красную газету», без преувеличения, можно назвать одной из главных революционных газет страны, а также охарактеризовать как «второй по значимости после „Петроградской правды“ пропагандистский рупор питерских большевиков».
К 1925 году газета попала в руки «зиновьевцев», сторонников Зиновьева Г. Е. Для исправления ситуации в пользу генеральной линии партии (ВКП(б)) в январе 1926 года в газету был прислан сторонник Сталина Скворцов-Степанов И. И. Наряду с ярко выраженной революционностью и партийной составляющей, газета выделялась и в художественном отношении, являясь средоточием писательско-поэтической активности, в первую очередь, молодёжи Петрограда — Ленинграда.

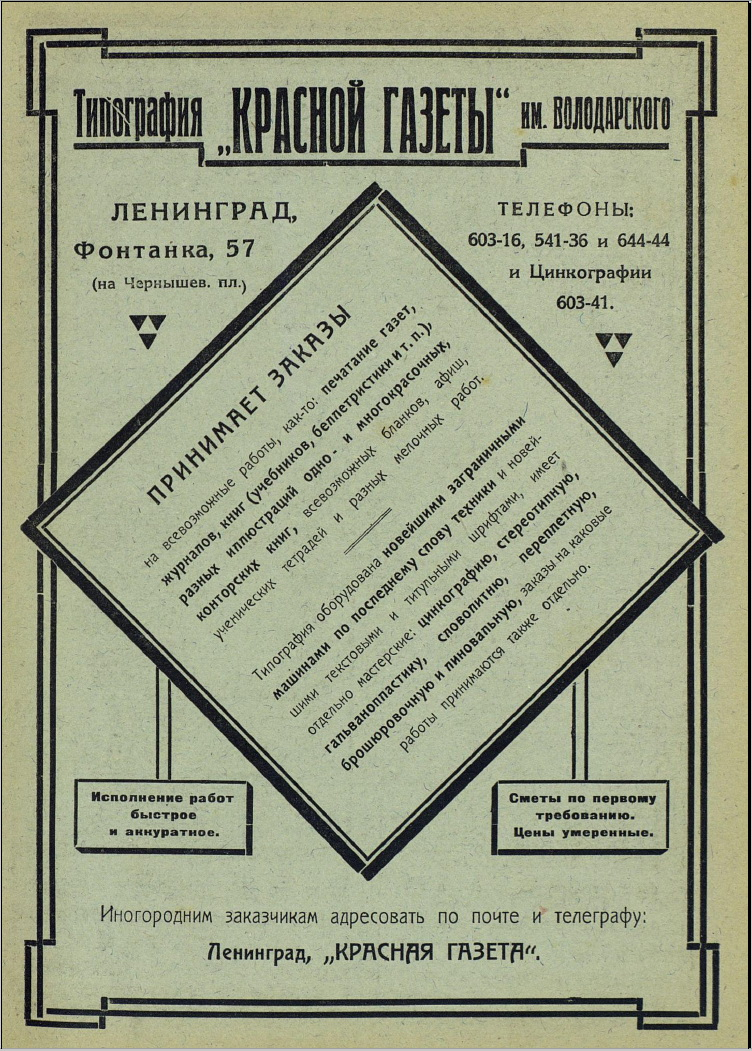
Объявление типографии, 1927 г.

«Красная газета» имела приложения, такие, как журналы «Человек и природа», «Будь здоров», «Дом и хозяйство», «На досуге», «Литературная неделя», «Резец», «Красные ребята» «Красная панорама», «Наука и техника», «Бегемот», «Пушка», «Ревизор» и др., которые выпускало созданное при «Красной газете» одноимённое издательство. Это издательство работало в 1920—1930-х гг., и, помимо журналов, издавало также газеты и книги, например газеты «Молодая деревня», «Ленинские искры». В серии «Библиотека журнала „Бегемот“» выходили произведения Михаила Зощенко, французского юмориста, драматурга, поэта и шансонье Леона Ксанрофа, О. Генри и многих других авторов.
Николай Иванович Маков, в неопубликованных воспоминаниях «Дети Октября» («Штрихи воспоминаний»), Ленинград, 1965, пишет:

Большой любовью и нежностью были проникнуты стихи с «географическим» уклоном Всеволода Рождественского, печатавшиеся в «Литературной неделе».

Также выходили многочисленные экстренные и спецвыпуски к дате или событию, выпуски совместно с городскими и многотиражными газетами; в 1928—1933 годах практиковались сменные полосы, в 1930—1938 годах — выездные редакции. 16 февраля 1925 года вышел специальный однодневный выпуск «Ленинградской правды» и «Красной газеты», посвящённый укреплению союза рабочего класса и крестьянства, установлению надёжной смычки города и деревни.
В январе 1928 года отмечалось десятилетие газеты, чему был посвящён специальный выпуск журнала «Бегемот».
28 февраля 1939 года власти приняли постановление о закрытии «Красной газеты», и в марте 1939 года она была объединена с газетой «Ленинградская правда», которая 28 февраля 1939 года напечатала извещение для подписчиков газет «Крестьянская правда» и «Красная газета» о том, что с 1 марта 1939 года вышеуказанные издания сливаются с «Ленинградской правдой».
В 1931—1936 годах в Ленинграде выходила также газета на немецком языке: «Rote Zeitung» («Красная газета»), орган Леноблсовета, позднее Ленинградского облпрофсовета.

### Лозунги в шапке газеты
В хронологическом порядке:
- «Да здравствует власть Советов рабочих, солдатских и крестьянских депутатов!»[14];
- «Да здравствует власть Советов рабочих, крестьянских, красноармейских и казачьих депутатов!»[15];
- «Пролетарии всех стран, соединяйтесь!»[16];

## Сотрудники и авторы
- Булгаков, Михаил Афанасьевич (фельетоны, в июле-августе 1925 года — путевые заметки с курортов Крыма);
- В. Володарский — создатель газеты и редактор;
- Владимирский Н. А. — зав. отд. хроники веч. выпуска[7];
- Гарин-Гарфильд, Сергей Александрович — драматург, зам. главного редактора[17];
- Гордон М. И. — пом. Владимирского Н. А.[7];
- Груздев, Илья Александрович;
- Демьян Бедный;
- Деркаченко, Константин Иванович (лит. псевд. А. Касимов);
- Елькович, Яков Рафаилович (возглавлял газету с 22.01.1925 по 01.01.1926 гг.);
- Иванов-Грамен, Николай Константинович;
- Ингельберг, Валентин Александрович;
- Князев, Василий Васильевич;
- Коган, Пётр Семёнович;
- Кугель, Иона Рафаилович (редактор вечернего выпуска);
- Колесников, Иван Фёдорович;
- Кузнецов, Евгений Михайлович — зав. отделом искусства (1920—1929)[18];
- Лавренёв, Борис Андреевич;
- Лисовский, Моисей Ионович — редактор (член редколлегии в 1918—1919 гг., один из руководителей газеты с марта 1925 г. по январь 1926 г.);
- Луначарский, Анатолий Васильевич
- Маков, Николай Иванович;
- Мандельштам, Осип Эмильевич;
- Маршак, Самуил Яковлевич;
- Никифоров П. И. — зав. отд. «На фабриках и заводах»[7];
- Рождественский, Всеволод Александрович;
- Рубинштейн, Анна Яковлевна — ответственный секретарь;
- Садофьев, Илья Иванович;
- Скворцов-Степанов, Иван Иванович — формальный руководитель редакции в январе-феврале 1926 г.;
- Соколов-Микитов, Иван Сергеевич;
- Сосновский, Лев Семёнович (редактор вечернего выпуска);
- Сурков, Алексей Александрович;
- Чагин, Пётр Иванович — главный редактор (с 24 февраля 1926 г.);
- Чуковский, Корней Иванович;
- Шавлюга-Кантор, Н. И. — журналист;
- Шагинян, Мариэтта Сергеевна (под псевд. Джим Доллар);